# 笹ヶ峰トンネル

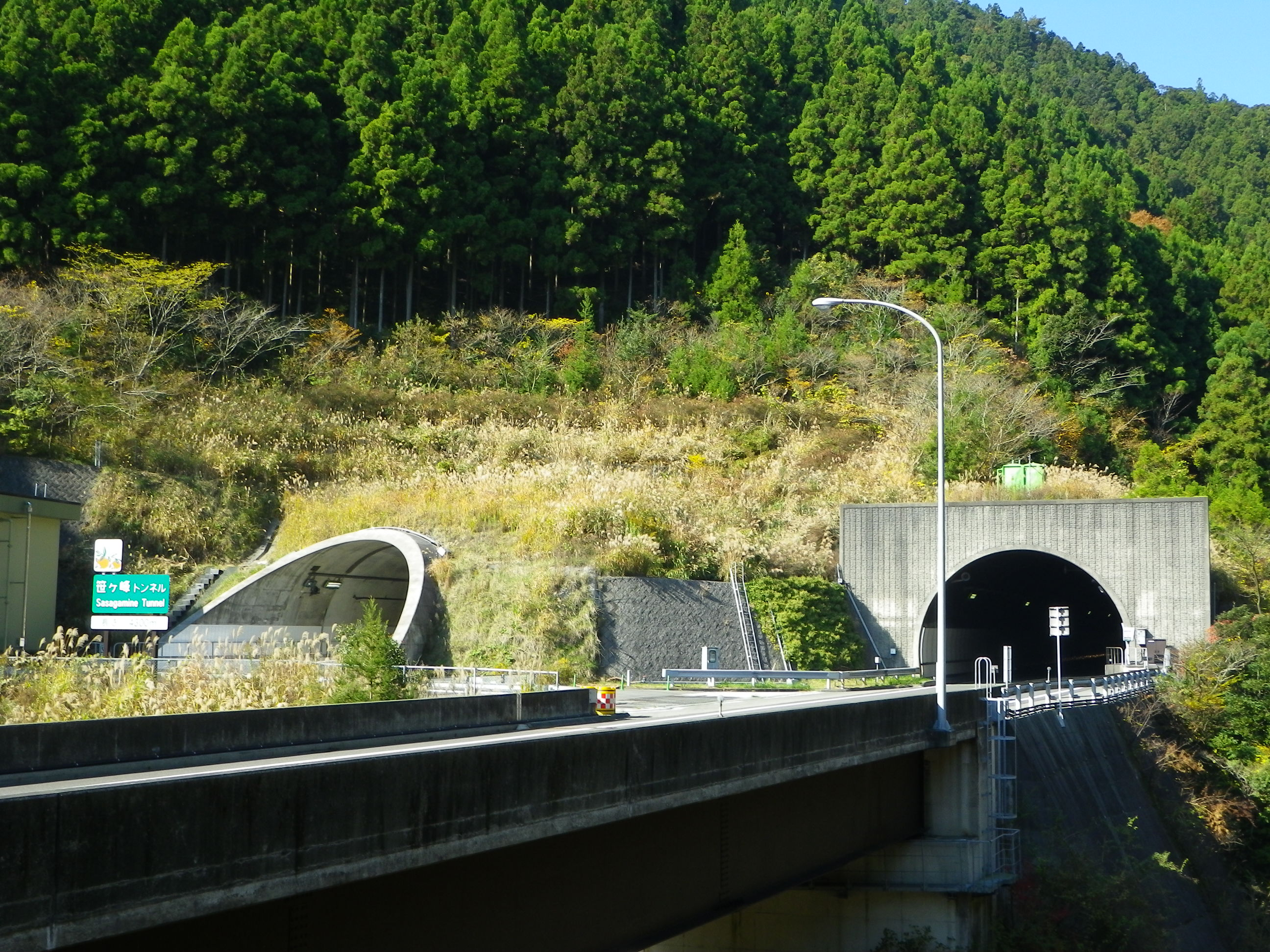
高知自動車道の笹ヶ峰トンネル

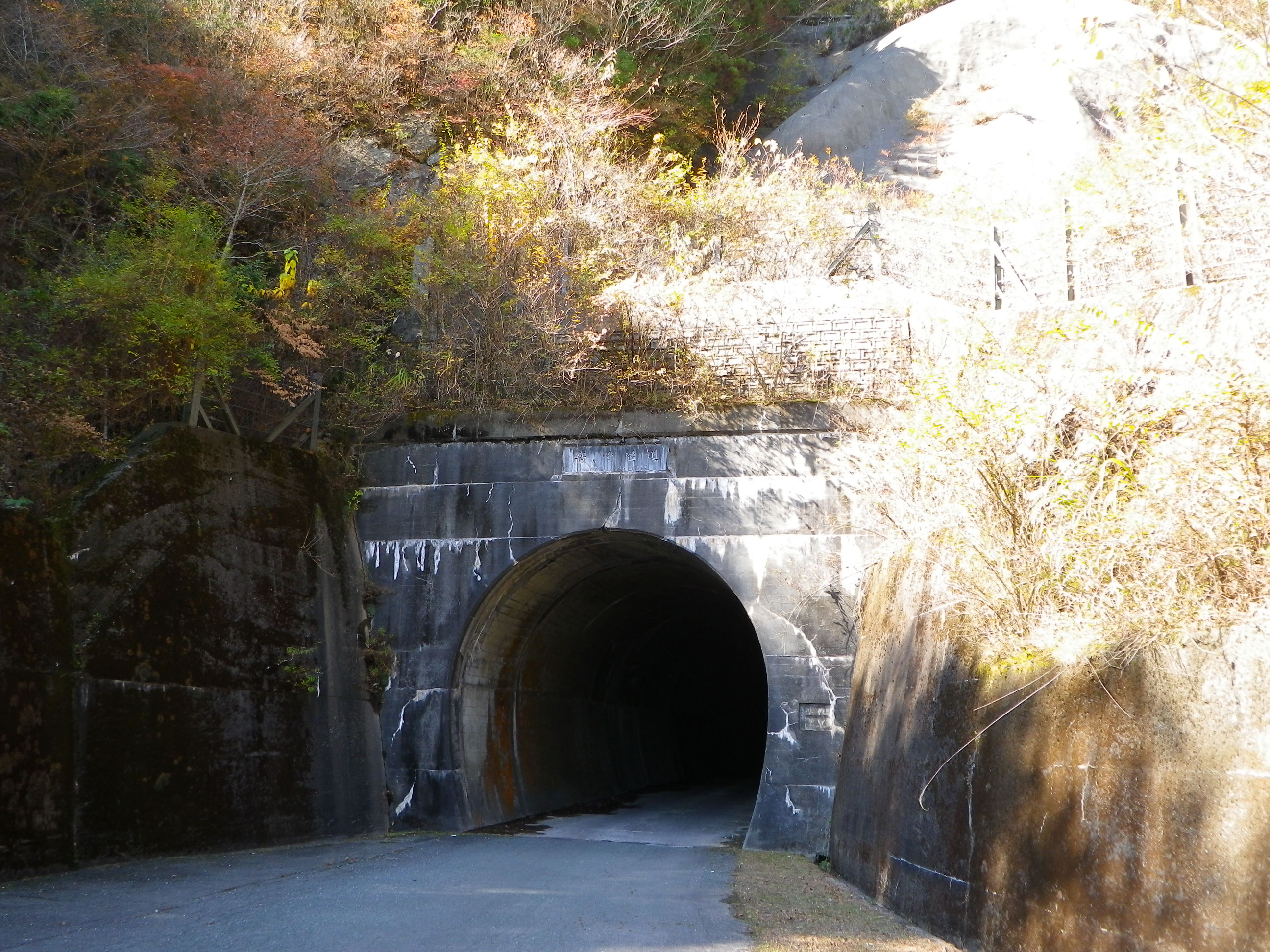
県道の笹ヶ峰隧道

笹ヶ峰トンネル（ささがみねトンネル）は、高知県長岡郡大豊町と愛媛県四国中央市新宮町の県境にある笹ヶ峰峠(1,027m)直下を貫通するトンネルで、高知自動車道と愛媛県道・高知県道5号川之江大豊線のものがそれぞれ存在する。

## 概要
高知自動車道と県道のトンネルの位置はほぼ同じである。高知自動車道の笹ヶ峰トンネルは長さは4307mであり、これは高知自動車道のみならず、四国の高速道路のトンネルとしても最長である（平成22年3月現在）。県道側の笹ヶ峰トンネルは、長さこそ高知自動車道のものとくらべて短いが、つづら折れの峠道を登る上、トンネル内の照明が無く道幅が狭いため走行の際には注意が必要である。

## 位置
E32 高知自動車道
(8)新宮IC - 笹ヶ峰トンネル - 刈屋トンネル - 中谷トンネル - 一ノ瀬トンネル - 川口トンネル - (9)大豊IC